# 李兰陵
李兰陵（1995年10月16日—），本名李炳霄，中国配音演员，原为北斗企鹅工作室成员，网络电台节目《北斗斗DOKIDOKI》主播之一，2022年退出北斗企鹅，加入藤韵文化。配音的代表作有动画《灵契》中的男主角杨敬华等。

## 综艺节目
- 2020年《我是特优声》

## 配音作品
- 主要角色以粗体显示。

### 动画剧集
2014年
- 丁仪————《我的三体》

2015年
- 同学 等诸多龙套————《雏蜂》
- 人鱼王子、松鼠小贱————《三只松鼠》《十万个冷笑话》
- 银钉————《神明之胄》
- 三国————《我家浴缸的二三事》（日本）

2016年
- 闻宝童仆 等诸多龙套————《从前有座灵剑山》
- 幼年楼满风、鬼脸侍卫 等诸多龙套————《墓王之王:麒麟决》
- 蒜苗 等诸多龙套————《战国FAN》
- 亡灵、亡灵2、亡灵3————《镇魂街》
- 杨敬华————《灵契》
- 付贺————《狠西游》
- 庞光————《生死回放》
- 秀秀————《女生宿舍日常》

2017年
- 士龙————《神契幻奇谭》
- 黎响————《理想禁区》
- 江小白(少年)————《我是江小白》
- 龚庆小羽子、记者————《一人之下2》
- 白象、兔子2————《那年那兔那些事儿 第四季》
- ？————《剑王朝》
- 大学生————《我的天劫女友》
- 孙宇宙————《PV》
- ？————《我的冒险世界2》
- 孤风————《足球江湖》
- 白无尘————《大界王》
- 陈两仪————《墓王之王:寒铁斗》
- 阿远————《猪迪克之古怪岛大冒险》
- 九之濑宙太————《宇宙警探》（日本）
- 尼科————《艾莲娜公主》（美国）
- ？————《奇葩三国》
- ？————《魔晶猎人 第四季》
- ？————《超能旺达》（日本）

2018年
- 沙天真————《凸变英雄LEAF》
- 高迅————《超智能足球2 世界大赛篇》
- 煎饼————《如果历史是一群喵1至3季》
- 杨敬华————《灵契 黄泉之契》
- 路易斯————《我是江小白 第二季》
- 龚庆————《一人之下2番外篇 天师下山》
- 宋灿元、纯阳初级弟子C、其他角色————《剑网三·侠肝义胆沈剑心》
- 安奇————《SSSS.GRIDMAN》（日本）
- 男记者A、无线的声音、段野邦典、其他角色————《名侦探柯南》（日本）

2019年
- 十一月————《非人哉》
- 凌风————《邪王追妻》
- 顾客————《汉化日记》
- 煎饼————《如果历史是一群喵第五季》

2020年
- 其他角色————《镇魂街 第二季》
- 少年徐淮、其他角色————《剑网三·侠肝义胆沈剑心 第二季》
- 元丹丘————《天生我才怎么用》
- 万科、拳击杀手————《妖精种植手册》
- 木偶、小情侣（男）————《阿狸童话故事集 第二季》
- 弃罗罗————《嗜谎之神》
- 小鬼————《百妖谱》
- 群众————《大理寺日志》
- 煎饼————《如果历史是一群喵第五季》
- 其他角色————《一人之下3入世篇》
- 路人阴阳师A————《没出息的阴阳师一家2》
- 黑洞（？）————《凹凸世界 第三季》
- 群众————《雾山五行》
- 制片、其他角色————《秦侠》
- 小李————《剑网三·侠肝义胆沈剑心之长漂》
- 连世英————《拾忆长安·明月几时有》
- 高从安、其他角色————《我是大神仙》
- 凌风————《邪王追妻 第二季》
- 老鼠————《汉化日记 第二季》
- 东伯青石————《雪鹰领主 第二季》
- 鉴识员B————《名侦探柯南》（日本）
- 我妻善逸————《鬼灭之刃》（日本）

2021年
- 索乙————《魁拔之殊途》
- 宋缺————《一念永恒》
- 连世英————《拾忆长安·明月几时有 贰》
- 其他角色————《烈火浇愁》
- 戴眼罩男————《一人之下4》
- 煎饼————《如果历史是一群喵第六、第七季》
- 闪电麦克斯、格洛里巴斯————《一拳超人》（日本）
- 橘·亚力克斯————《干物妹！小埋》《干物妹！小埋R》（日本）
- 仙石翔————《堀与宫村》（日本）

2022年
- 煎饼————《如果历史是一群喵第八季》
- 玛斯特————《千从狩》
- 谢羽灵————《君有云》
- 星魔神、天使魔神————《神印王座》
- 山口忠————《排球少年!!》（日本）
- 我妻善逸————《鬼灭之刃 无限列车篇》（日本）
- POP子(第3集B PART)、神医、活阎罗————《pop子和pipi美的日常》（日本）

### 动画电影
2016年
- 尤鲁伊————《火影忍者剧场版：慕留人》（日本）
- ？————《疯狂动物城》（美国）

2017年
- 科学家————《十万个冷笑话2》
- 小姜————《大护法》

2018年
- 降旗光树————《黑子的篮球：终极一战》（日本）
- 彼得————《玛丽与魔女之花》（日本）

2019年
- 逸风、阿赫————《罗小黑战记》
- ？————《若能与你共乘海浪之上》（日本）

2020年
- ？————《紫罗兰永恒花园 外传 —永远与自动手记人偶—》（日本）
- 其他角色————《姜子牙》
- 小君(男高中生)————《未来的未来》（日本）
- ？————《宝可梦：超梦的逆袭 进化》（日本）

2021年
- B淋巴细胞————《工作细胞：细胞大作战》（日本）
- ？————《名侦探柯南：绯色的子弹》（日本）
- 图书委员长————《你好世界》（日本）
- ？————《乔西的虎与鱼》（日本）
- 阿贝托————《夏日友晴天》（美国）

2022年
- 贝内迪克特·布卢————《剧场版 紫罗兰永恒花园》（日本）
- 玄武————《妖怪手表：永远的朋友》（日本）
- 洛克洛克————《哆啦A梦：大雄的宇宙小战争2021》（日本）
- 阿芹————《疯了！桂宝之三星夺宝》

### 游戏
2015年
- 人鱼王子————《十万个冷笑话手游》

2016年
- 孔文东————《鬼吹灯》
- 刺客————《龙之谷》
- 冒险者冈布奥————《不思议迷宫》

2017年
- 白痴————《狼人杀》
- 男主角————《兵器少女》
- ？————《时之扉》
- ？————《地灵曲》

2018年
- 雷震子、九头虫————《非人学园》

2019年
- 桃花粥、金银蹄髈————《食物语》
- 九尾灵狐————《云梦四时歌》
- 陈靖仇————《轩辕剑：龙舞云山》

2020年
- 幽月、红莲————《一人之下手游》
- 张承远————《侠道游歌》

2022年
- 言千晓————《花亦山心之月》
- 无尘————《永劫无间》

### 有声漫画
2016年
- 混混————《废柴狐阿桔》

2017年
- 云小————《斗罗大陆3龙王传说》

2018年
- 贝贝、周思陈、罗天龙、罗天霸————《斗罗大陆2绝世唐门》
- 艾思————《第二模式》
- 异人、三皇子手下、路人甲————《帝王侧》

2020年
- 云小————《斗罗大陆3龙王传说》
- 刺客、教众、傻子————《我不是教主》
- 狈风————《完美世界》
- ROY————《恋爱云书》

2021年
- 贪婪之神————《斗罗大陆外传 神界传说》
- 赛雅人———《小魔头暴露啦!》
- 墨临渊———《养敌为患》

### 广播剧
2018年
- 金凌————《魔道祖师》
- 沈千凌————《帝王攻略》
- 艾思————《第二模式》
- 贝贝、周思陈————《斗罗大陆2绝世唐门 荣耀篇》

2019年
- 陈治邦————《初恋选我我超甜》
- 张强、其他角色————《一个钢镚儿》
- 黑无常————《暗界神使》

2020年
- 杨敬华————《灵契》
- 敖宁————《化龙记》
- 齐阳————《飞鸥不下》
- 加尔————《游戏加载中》
- 宋集薪————《剑来》
- 江晨希、鲍小瑞————《热搜预定》
- 殷惑————《等你下课》
- 郑衍————《新时代新地府》
- 彦容————《你喜欢的样子我都有》
- 小鬼————《百妖谱》

2021年
- 黑无常————《暗界神使 第二季》
- 王冰洋————《逐浪》
- 艾嘉熙————《日落大道》
- 陈幽幽————《攻略对象出了错》
- 阿年————《怦然心动》
- 沈曼昇、阿峻————《判官》
- 沈曼昇————《判官 第二季》

2022年
- 四年级裴川————《魔鬼的体温》
- 周洛————《两A相逢必有一O》
- 何星星————《吞海》

### 有声书
2020年
- 万飞————《狼行成双》
- 王治水————《势不可挡》
- 韩渊————《六爻》

### 特摄剧
2017年
- 武藏————《赛罗奥特曼》（日本）
- 通讯声音————《捷德奥特曼》（日本）
- 小村返————《偶像战士》

2018年
- 常磐庄吾 / 假面骑士时王————《假面骑士时王》（日本）

2019年
- 常磐庄吾 / 假面骑士时王————《假面骑士：平成世代 永恒》（日本）
- 修码吉亚————《假面骑士零一》（日本）
- 其他角色————《假面骑士创骑》（日本）

2020年
- 常磐庄吾 / 假面骑士时王————《剧场版 假面骑士时王 超越时间》（日本）
- 常磐庄吾 / 假面骑士时王————《假面骑士时王：下一刻 王权盖茨》（日本）
- 常磐庄吾 / 假面骑士时王————《假面骑士：令和第一世代》（日本）

2021年
- 真中剑悟————《特利迦奥特曼》（日本）

### 电视剧
2022年
- 布鲁诺————《惊奇少女》（美国）

### 电影
2018年
- 彼得·帕克————《蜘蛛侠：英雄归来》（美国·重译版）

2022年
- ？————《黑客帝国：矩阵重启》（美国）

### 其他配音作品
作品名:子不语 角色:沈哥哥 
作品名:借东西的小人 角色:翔
作品名:魔鬼恋人 角色:小森唯 
作品名:独立日 角色:吉米
2020年
- 其他角色————《火锅城奇遇记》